# Specifické potřeby žáků s poruchou autistického spektra
Děti, žáci a studenti (dále jen žáci) s poruchou autistického spektra (PAS) mají v České republice ze zákona právo na bezplatné zajištění takových podpůrných opatření, které potřebují k naplnění svých vzdělávacích možností či k uplatnění svých práv, a to na rovnoprávném základu s ostatními. Mohou být vzděláváni v běžném vzdělávacím systému (v rámci inkluzivního vzdělávání) anebo ve speciálně zřízených školách, třídách, odděleních a skupinách.

## Legislativní zakotvení
Speciální vzdělávací potřeby žáku s PAS jsou zakotveny v zákoně č. 561/2004 Sb., o předškolním, základním, středním, vyšším odborném a jiném vzdělávání (dále školský zákon) a to především v § 16 a dále pak ve vyhlášce č. 27/2016 Sb., o vzdělávání žáků se speciálním vzdělávacími potřebami a žáků nadaných.
V rámci novely školského zákona je žák se speciálními vzdělávacími potřebami (dále SVP) nově chápán jako osoba, která k naplnění svého vzdělávacího potenciálu nebo k uplatnění svých práv na rovnoprávném základu s ostatními, potřebuje různá podpůrná opatření. §16 odstavec 9 tohoto zákona mluví o možnostech zřizování škol, tříd, oddělení nebo studijních skupin pro žáky s autismem. Tato varianta nastává, až když školské poradenské zařízení dojde k tomu, že pro žáka nejsou samotná podpůrná opatření, popsaná v odstavci 2 tohoto paragrafu, dostatečná pro naplňování jeho vzdělávacích možností a k uplatnění jeho práva na vzdělávání. Toto rozhodnutí musí být odsouhlaseno žákem (příp. jeho zákonným zástupcem) a musí být vždy učiněno v jeho zájmu.

### Podpůrná opatření
V rámci Školského zákona jsou stanoveny oblasti podpůrných opatření, které může žák s PAS při vzdělávání v běžné škole využívat. Tato opatření se rozdělují do pěti stupňů (dle finanční, organizační a jiné náročnosti) s tím, že od druhého do pátého stupně podpůrných opatření je nutné doporučení školského poradenského zařízení a souhlas žáka nebo jeho zákonného zástupce s jejich poskytnutím. Podpůrná opatření spočívají v
a) poradenské pomoci školy a školského poradenského zařízení,
b) úpravě organizace, obsahu, hodnocení, forem a metod vzdělávání a školských služeb, včetně zabezpečení výuky předmětů speciálněpedagogické péče a včetně prodloužení délky středního nebo vyššího odborného vzdělávání až o dva roky,
c) úpravě podmínek přijímání ke vzdělávání a ukončování vzdělávání,
d) použití kompenzačních pomůcek, speciálních učebnic a speciálních učebních pomůcek, využívání komunikačních systémů neslyšících a hluchoslepých osob11a), Braillova písma a podpůrných nebo náhradních komunikačních systémů,
e) úpravě očekávaných výstupů vzdělávání v mezích stanovených rámcovými vzdělávacími programy a akreditovanými vzdělávacími programy,
f) vzdělávání podle individuálního vzdělávacího plánu,
g) využití asistenta pedagoga,
h) využití dalšího pedagogického pracovníka, tlumočníka českého znakového jazyka, přepisovatele pro neslyšící nebo možnosti působení osob poskytujících dítěti, žákovi nebo studentovi po dobu jeho pobytu ve škole nebo školském zařízení podporu podle zvláštních právních předpisů, nebo
i) poskytování vzdělávání nebo školských služeb v prostorách stavebně nebo technicky upravených.

### Individuální vzdělávací plán
Individuální vzdělávací plán (IVP) je závazným dokumentem pro zajištění SVP žáka a je jedním z podpůrných opatření, které stanovuje školský zákon. Ač je definován jako jedno z podpůrných opatření, je zároveň nositelem některých dalších z těchto opatření. Součástí IVP je mimo jiné:
- vstupní pedagogická diagnostika žáka
- priority rozvoje a dalšího vzdělávání žáka - cíle IVP (např. nácvik přiměřeného uplatňování společenských norem a pravidel, trénink jednoduchého dialogu, účast na společných akcích se třídou)
- předměty, který se IVP týká (např. matematika a tělesná výchova)
- metody výuky
- úprava obsahu vzdělávání
- organizace výuky (např. pravidelné relaxační přestávky)
- způsob zadávání a plnění úkolů (např. podílí se na skupinové práci v menší skupině vybraných žáků s podporou asistenta pedagoga)
- hodnocení žáka
- pomůcky a učební materiály (např. podrobný rozvrh hodin, pracovní listy pro obohacování učiva z matematiky)
- podpůrná opatření jiného druhu (např. nácviky sociálního chování)
- personální zajištění úprav průběhu vzdělávání (např. zajištění asistenta pedagoga)
- kompetence asistenta pedagoga
- další subjekty, které se podílejí na vzdělávání žáka (např. poznámka, že žák dochází na nácvik sociálních dovedností do neziskové organizace)
- popis realizace podpůrných opatření v jednotlivých vyučujících předmětech (např. v matematice tolerovat nepřesnost při rýsování, rozvíjet logické myšlení zapojením do matematické olympiády)
- další doporučení důležitá pro vzdělávání (např. když žák při práci projevuje obavy z neúspěchu, verbálně povzbudit a nabídnout pomoc, v případě afektu odvést žáka do školní družiny, kde s ním zůstává asistent pedagoga)

## Poruchy autistického spektra
PAS je jednou z nejzávažnějších poruch dětského mentálního vývoje a důsledky tohoto postižení provázejí člověka s PAS po celý život a ovlivňuje to, jak se dotyčný chová k ostatním a jak s nimi komunikuje. Jedná se o pervazivní (všepronikající) vývojové poruchy, se kterými se může pojit množství dalších poruch a onemocnění.
PAS jsou velmi různorodé a jejich projevy se odráží od mnoha faktorů a platí, že neexistují dva lidí s PAS, kteří by byli stejní. Obecně se má za to, že jsou tři oblasti omezení, která jsou pro PAS typická: omezení v oblasti sociální interakce, komunikace a představivosti.

### Sociální interakce
Obecně jde o nepochopení sociálních rolí a neschopnost přizpůsobit se zažitým normám. To může provázet narušená schopnost žáka s PAS používat gesta, mimiku, oční kontakt a postoj těla v různých situacích. Dále pak jde o problémy s navazováním vztahů s vrstevníky a omezenou schopnost sdílet s ostatními radost, zájmy a potěšení ze společné činnosti. Může jít také o neschopnost vcítit se do druhého člověka, což může mít za následek např. neschopnost (neochotu) účastnit se různých sociálních her, preferenci pracovat o samotě anebo naopak extrémní zájem o kontakt s druhými. Obecně lze říct, že člověk s PAS o kontakt s druhými stojí, mnohdy má ale problém s jeho navazováním.

### Komunikace
Obecně jde o opožděnost ve vývoji řeči anebo její nevyvinutí, z čehož plyne, že lidé s PAS mají problém s mluvením i porozuměním řeči a tyto nedostatky nejsou často schopni kompenzovat jinak (např. mimikou, gesty či jinými neverbálními prostředky). Ti, kteří mají vyvinutou řeč pak mívají problém s udržením schopnosti udržet nebo iniciovat smysluplnou konverzaci s ostatními (používají se stereotypní a opakující se vzorce řeči). Mnohdy mají problém chápat abstraktní pojmy, ironii a nadsázku. Ve škole jde krom zjevných problémů s komunikací (malá slovní zásoba, různé vady řeči, přehnaná gestikulace nebo hlasitost mluvení) mnohdy o neschopnost porozumět zadání (a umět si říct o pomoc), z čehož může pramenit pasivita nebo agresivita žáka.

### Představivost
Nedostatky v představivosti způsobují u žáků s PAS zaujetí především pro aktivity a činnosti, které jsou typické pro mladší děti. Mnohdy jde o silné zaujetí pro jednu nebo více činností, která je intenzivní a mnohdy je to oblast, která se zdá neobvyklá (např. dopravní prostředky, astrologie, statistika). Pro jednostranný zájem bývá někdy těžké odklonit pozornost dítěte s PAS k jiným aktivitám.

### Jednotlivá dělení PAS
Mezinárodní klasifikace nemocí ve verzi MKN-10 kóduje PAS (označeným jako pervazivní vývojové poruchy) takto:
- Dětský autismus
- Atypický autismus
- Rettův syndrom
- Jiná dětská dezintegrační porucha
- Hyperaktivní porucha sdružená s mentální retardací a stereotypními pohyby
- Aspergerův syndrom
- Jiné pervazivní vývojové poruchy
- Pervazivní vývojová porucha NS

#### Dětský autismus
Dětský autismus je základní diagnostickou jednotkou PAS a stupeň závažnosti poruchy může být  různý, od mírné formy symptomatiky (vnějších projevů) až po těžkou a typická je jejich varibialita. Kromě poruch v klíčových třech oblastech (sociální interakce, komunikace a představivost) je často přítomna další dysfunkce (až 50 % lidí s dětským autismem má různý stupeň mentálního postižení).

#### Rettův syndrom
Rettův syndrom provází těžké neurologické postižení, které má dopad na somatické, motorické i psychické funkce dítěte. Stěžejními symptomy jsou: ztráta kognitivních schopností, ataxie (porucha koordinace pohybů) a ztráta účelných pohybů rukou a téměř vždy je výsledkem těžké mentální postižení. Dosud byl zjištěn jen u dívek s obvyklým nástupem ve věku 7-24 měsíců.

#### Aspergerův syndrom
Aspergerův syndrom (AS) bývá někdy označen jako „sociální dyslexie“, má obdobné příznaky jako dětský autismus, ale intelekt jedince bývá v normě. To má vliv na úroveň dosaženého vzdělání i na úroveň sebeobslužných dovedností. Mnohdy má člověk s AS specificky vyhraněné zájmy, které zná do hloubky a které někdy může využít v profesní orientaci. Žáci s AS bývají často integrováni v rámci běžného vzdělávacího proudu.

#### Jiné pervazivní vývojové poruchy
PAS se mohou pojit s různými dalšími poruchami a některé se vyskytují právě v kombinaci s PAS mnohonásobně častěji než u běžné populace. Další přidružené poruchy mohou být:
- mentální postižení (25-60%)
- obsedantně kompulzivní porucha (až 37%)
- epilepsie (40%)
- Downův syndrom (až 7-10%)
- ADHD
- vady řeči, sluchu, zraku

#### Dělení PAS podle adaptability (funkčnosti)
Jedná se o dělení na základě schopností dítěte v sebeobsluze, sociálních dovednostech, výskytu problémového chování, zda je přítomno í mentálního postižení, smyslová hypersenzitivita atd.
- nízkofunkční
- středněfunkční
- vysokofunkční

## Metody využívané pro edukaci žáků s PAS
V rámci edukace žáků s PAS jsou různé metody, které lze v praxi kombinovat, aby pomáhaly v rozvoji konkrétnímu dítěti, což vyžaduje značnou pedagogickou zkušenost. Ve finále jde o to umět danou metodu aplikovat u konkrétního žáka a tím zvýšit jeho úspěšnost při nácviku různých činností. Zde je základní přehled některých metod, používaných při práci s žáky s PAS:
- metoda přiměřenosti (respektovat vývojovou úroveň dítěte a zvolit vhodné postupy při práci)
- metoda postupných kroků (stanovení dílčích kroků, které vedou ke splnění cíle)
- metoda zpevňování (pravidelné upevňování již nabytých dovedností)
- metoda modelování (při nácviku dovednosti, který je pro žáka obtížný či zdlouhavý, učitel modeluje situaci do podoby, která bude pro žáka přijatelná)
- metoda nápovědy a vedení (různé formy nápovědy dítěti při práci pro úspěšné dokončení úkolu)
- metoda vytváření pravidel (pravidelně se opakující postup pro řešení zadaných úkolů dítěte)
- metoda demonstrace (předvedení určité činnosti žákovi pro následné provedení žákem)
- metoda povzbuzování (verbální, neverbální či fyzické povzbuzování žáka pedagogem)
- metoda ignorace (ignorace např. při nadměrném vyžadování pozornosti žákem, kdy pedagog ví, že ji v této situaci nepotřebuje; potřeba odlišovat co lze ignorovat a co už nelze)

### Metoda strukturovaného učení
Strukturované učení je strategie, která má pomáhat žákům s PAS porozumět okolnímu světu. Jde o to vytvořit pro žáka takové prostředí, které pro něj bude přehledné, srozumitelné, ve kterém bude moci být úspěšný a které bude vhodné pro jeho další vzdělávání. Strukturované učení vychází ze znalostí vývojové psychologie u zdravých žáků i žáků s vývojovým opožděním a na základě těchto znalostí volí vhodnou intervenci. Základními principy jsou: individuální přístup, strukturalizace, vizuální podpora a motivace.

#### Individuální přístup
Každý žák s PAS se od sebe liší a to např. v mentální úrovni, ve způsobu komunikace, v rozdílech symptomů, v temperamentu nebo schopnosti soustředit se. Na základě těchto a dalších znalostí je třeba volit vhodné metody a postupy.

#### Strukturalizace a vizuální podpora
Jednoznačně viditelné, vizuálně přehledné uspořádání prostředí, času a jednotlivých činností pomáhá žákovi s PAS lépe se orientovat v čase a prostoru a lépe reagovat na změny. Cílem je, aby si žák mohl odpovědět na otázky: kdy, kde, co, jak, jak dlouho a proč bude vykonávat jednotlivé úkoly. To pomáhá předcházet u žáka stresu a vede ho to k větší samostatnosti (např. přenosný denní rozvrh, stanovit přesný čas a počet úloh v zadaném úkolu).

#### Motivace
Pro žáky s PAS je vhodně nastavený motivační systém možností k jejich aktivizaci v činnostech a současně je možností ovlivnit jejich chování tak, aby bylo sociálně a komunikačně přiměřené. Žáci s PAS potřebují více než druzí vědět, proč mají danou činnost vykonávat a více než motivace na základě sociální odměny (úsměv, pochvala, dotyk) u nich funguje motivace na základě logicky zdůvodněných důvodů.
Jde o to nastavit pro konkrétního žáka vhodný systém odměn (na základě pozitivní motivace), které mohou být materiální (jídlo, sladkost, hračka), sociální (známka, pochvala před třídou), činnostní (oblíbená činnost nebo též rituál či obsese). Odměny jsou poskytovány hned po splnění úkolu (žák je s odměnou předem seznámen nebo si ji vybere před započetím úkolu) anebo po splnění série více úkolů, kdy žák získává odměny průběžně v podobě žetonů, které na konci může vyměnit za dohodnutou odměnu. Cílem je spolupráce s žákem po delší časový úsek.

## Navazování sociálních kontaktů
Navázání sociálních vazeb a kontaktu bývá pro děti s poruchou autistického spektra obtížné. Problémy sociální interakce se mohou u každého dítěte s PAS lišit, obecně můžeme rozlišovat několik typů sociálního chování:
- Pasivní typ většinou působí samotářsky, spíše neprojevuje zájem o navazování kontaktů s vrstevníky, a nechce se s nimi zapojovat do her. Zapojí-li se do interakce, většinou neprojevuje kladné emoce. I interakce s dospělými je omezená, ve školním prostředí reaguje žák na dotazy učitele velmi málo, nebo vůbec.

- Aktivní typ žáka s PAS má k diagnóze většinou přidruženo ADHD a okolím jsou proto mnohdy vnímáni jako nevychovaní, provokatéři, rozmazlenci. Ve škole jsou obvykle neoblíbení všemi zúčastněnými stranami: spolužáky, jejich rodiči i učiteli.

- Formální typ vystupování lze připodobnit spíše k chování dospělých. Žákovo vystupování je hodnoceno jako zdvořilé, při kontaktu s dospělými však může mít dítě problém s respektováním požadavků a norem. U vrstevníků může dojít k nepochopení a pocitu, že se žák s PAS chová nadřazeně a poučuje ostatní.

Všechny tři typy mají problém s navazováním kontaktů, zejména z důvodu snížené schopnosti pochopení principu sociálních vazeb společnosti, smyslu přátelství a kamarádství.

### Spolupráce
A konečně spolupráce rodičů, učitele a asistenta pedagoga je nezbytnou nutností pro efektivní výchovu a vzdělávání žáka s PAS. Aby byli rodiče, učitel a případný asistent pedagoga v jednotě, musí se vzájemně informovat, být vůči sobě otevření, respektovat se a chovat k sobě úctu. Všichni, kdo se aktivně podílejí na výchově dítěte s poruchou autistického spektra, by se měli pravidelně scházet 